# Lilyhammer
Lilyhammer ist eine norwegisch-US-amerikanische Krimiserie mit Steven Van Zandt in der Hauptrolle des New Yorker Gangsters Frank Tagliano, der im norwegischen Lillehammer ein neues Leben anzufangen versucht. Sie war eine Koproduktion der staatlichen norwegischen Rundfunkanstalt NRK und des US-amerikanischen Video-on-Demand-Anbieters Netflix. Die Erstausstrahlung fand am 25. Januar 2012 beim norwegischen Sender NRK1 statt, bevor am 6. Februar 2012 über Netflix alle acht produzierten Episoden der ersten Staffel abrufbar waren. Die deutschsprachige Erstausstrahlung begann am 17. Januar 2013 auf dem Schweizer Sender SRF zwei.

## Handlung

### Staffel 1
Frank „The Fixer“ Tagliano, ein Mitglied der New Yorker Mafia, kommt in ein Zeugenschutzprogramm, damit er in einem Prozess gegen seinen damaligen Boss aussagt. Er entscheidet sich zu einer Umsiedlung nach Lillehammer in Norwegen, den Austragungsort der Olympischen Winterspiele 1994. Seit er damals Bilder von den Spielen im Fernsehen gesehen hat, ist er von der Kleinstadt fasziniert. Seine neue Identität ist die des norwegisch-amerikanischen Einwanderers Giovanni Henriksen.
Schon bald freundet er sich mit der Lehrerin Sigrid und deren Sohn Jonas an, denen er bereits auf seiner Zugfahrt nach Lillehammer begegnet. Nachdem die beiden die Nacht zusammen verbracht haben, wird sie mit Zwillingen schwanger. Henriksen verfällt bald wieder in seine alten, rücksichtslosen Methoden, um es in seinem neuen Leben zu etwas zu bringen. So erpresst er den Beamten Jan Johanssen, von dem er sich schikaniert fühlt, mit Fotos, die ihn zusammen mit nackten, möglicherweise minderjährigen Mädchen zeigen, um eine Genehmigung zur Eröffnung einer eigenen Bar (Flamingo) zu bekommen. Dort verschafft er Torgeir, einem arbeitslosen Bekannten, eine Stelle. Die beiden sind von nun an Partner. Nachdem Johanssen ihm die Eröffnung ermöglicht und weitere Gefallen getan hat, gibt Henriksen zum Dank die Fotos zurück. Später verärgert er den örtlichen Polizisten Geir Tvedt, als er dessen Band nicht im Flamingo auftreten lässt. Dieser beginnt nun in Henriksens Vergangenheit herumzuschnüffeln und hält ihn fälschlich für einen islamistischen Terroristen. Als er Henriksen bei einer Veranstaltung mit einer Spielzeugpistole sieht, glaubt Tvedt, dass es sich um einen Terroranschlag handelt. Wegen der gewaltsamen Festnahme von Henriksen wird Tvedt für mehrere Monate vom Dienst suspendiert. Er bekommt (da Fan von Elvis Presley) von seinen Kollegen eine Reise nach Graceland in Memphis spendiert. Als er bei der Einreise nach Amerika wegen verdächtigen Verhaltens im Flugzeug verhört wird, entdecken die amerikanischen Beamten Fotos von Frank Tagliano/Giovanni Henriksen und wollen von Tvedt wissen, weshalb er Bilder eines Mafiamitglieds besitzt. Nach seiner Freilassung will er mehr über Henriksens wahre Identität erfahren, wird bei Nachforschungen aber von Franks ehemaligen „Kollegen“ entführt. Tvedt kann sich zwar seiner Fesseln entledigen, wird aber bei einem Handgemenge mit den Entführern von einem Schuss getötet. Die New Yorker Mafia weiß nun, dass Tagliano sich in Norwegen aufhält, da Tvedt eine Tasche mit seiner Adresse bei sich hatte. Sie schickt die beiden Gangster nach Lillehammer, um den Verräter Tagliano zu eliminieren.
In Lillehammer angekommen, entführen sie Sigrids Sohn Jonas und verlangen, dass Henriksen sich stellt. Jonas kann fliehen, bevor Henriksen am vereinbarten Ort auftaucht. Der wird von einem der Gangster mit einer Pistole bedroht, doch kurz bevor dieser abdrückt, wird er von seinem Kollegen erschossen. Dieser bietet Henriksen an, da er ihn nicht töten will und ihn immer respektiert hat, in New York zu behaupten, der Gangster und er hätten sich gegenseitig erschossen. Als sie sich darauf geeinigt haben, vergraben sie die Leiche am Tatort im Wald. Dort werden sie von der örtlichen Polizistin Laila Hovland entdeckt und zur Rede gestellt. Als sie die beiden festnehmen will, sagt Henriksen, dass der Tote für den Mord an ihrem Kollegen Tvedt verantwortlich war. Daraufhin entschließt sich Hovland, die Geschehnisse nicht weiter zu untersuchen. Unterdessen verliert Johannsen seine Stelle, weil einige der kompromittierenden Fotos, die ihm aus der Tasche gefallen sind, in Umlauf gebracht wurden. Er beginnt nun für Henriksen im Flamingo zu arbeiten. Wegen der Entführung ihres Sohnes und weil sie das Gefühl hat, dass er sie anlügt, verlässt Sigrid Henriksen.

### Staffel 2
Zu Beginn der zweiten Staffel zerstört Torgeir zusammen mit seinem Bruder und Roy, einem Biker, bei einem Unfall versehentlich das Auto eines britischen Ex-Hooligans. Als dieser daraufhin im Flamingo nach den Verantwortlichen sucht und Henriksen mit einer Waffe bedroht, wird er von Torgeir von hinten mit einer Stricknadel getötet. Die Verwandten des Hooligans reisen nun aus England an, um Rache zu nehmen. Dazu wollen sie Torgeirs Bruder Roar töten. Henriksen und seinen Helfern gelingt es jedoch, sie mit einem Trick aufs Eis zu locken, wo sie einbrechen und anschließend erfrieren. Roar kann gerettet werden.
Jan beginnt unterdessen eine Beziehung mit der Leiterin des örtlichen Asylantenheims, das er und Henriksen später als Geldquelle benutzen. Als sich Jan und die Leiterin trennen, erzählt diese der Polizei von Jans Betrügereien. Bei einem Streit der beiden wird sie versehentlich von Jan getötet. Er beantragt daraufhin Asyl im Irak, um ein neues Leben zu beginnen. Unterdessen wird in Oslo eine Bank überfallen; bei dem Raub werden mehrere Tresore geplündert, darunter auch einer, der Informationen zur wahren Identität von Henriksen enthält. Dieser wird von einem Mitglied des norwegischen Geheimdienstes informiert und gewarnt. Henriksen gelingt es, die Akten zurückzuholen und zu vernichten; die Diebe besitzen jedoch Kopien, die sie an die New Yorker Mafia verkaufen wollen. Dabei geraten sie an Robby, den Gangster, der Henriksen töten sollte und ihn gehen ließ. Der tötet beide, um seine Tat zu vertuschen, allerdings fallen die Kopien einem seiner Kollegen in die Hände, der sie an den Mafiaboss weitergibt. Da sich in den Akten auch ein Foto von Henriksen aus der Zeit nach seinem angeblichen Tod befindet, wird ihm klar, dass Robby gelogen hat und Tagliano lebt. Er will ihn umbringen lassen, das Attentat scheitert jedoch. Robby bekommt unterdessen von seinem Onkel, ebenfalls ein ranghohes Mafiamitglied, die Erlaubnis, den Boss zu töten.
Er sucht Tagliano in Norwegen auf, um ihn um Unterstützung und seine Rückkehr nach Amerika zu bitten. Tagliano lehnt zunächst ab, tötet dann aber den Mafiaboss mit Hilfe von Torgeir und Freunden in New York. Er kehrt anschließend nach Lillehammer zurück. In der Schlussszene sieht man ihn acht Monate später zufrieden mit seinen Zwillingen bei einem Rentierrennen.

### Staffel 3
Erster Schauplatz der letzten Staffel ist Rio de Janeiro, wo Roar und Torgeir urlauben und Roars Internetbekanntschaft Alex kennenlernen, die er umgehend heiraten möchte, obwohl sie die Liebe nicht vollends erwidert. Zur gleichen Zeit in Lillehammer wird Johnny, nachdem er Zeuge einer Auseinandersetzung wird, angeschossen und ins Krankenhaus eingeliefert. Torgeir macht sich auf den Weg zurück, um nach seinem Boss zu sehen und lässt seinen Bruder Roar zurück. Dieser lässt sich wiederum naiverweise von Alex’ Bruder auf einen Drogendeal ein: Der Deal geht schief und beide landen im Gefängnis. Dies findet auch in den norwegischen Medien Beachtung und kurz nach Johnnys Entlassung aus dem Krankenhaus und einigen zwielichtigen Methoden an einem norwegischen Diplomaten gelingt es ihnen, Roar freizukaufen und nach Norwegen zurückzukehren.
Dort ist das Flamingo einem Brandanschlag zum Opfer gefallen und nun liegt der Fokus von Johnny und seiner Crew darauf, die Attentäter zu finden, die ihn angeschossen und den Club abgebrannt haben – nebenbei kommt ein eigentlich abgeschlossenes Problem von und mit Jan und Dag zurück. Während die Crew den Attentätern näherkommt, kehrt Roar vorerst nach Brasilien zurück und versucht sich als Telenovela-Star. Er kommt erneut in Schwierigkeiten und soll für die Auftraggeber des ersten Deals nun Kokain im Wert von drei Millionen Kronen nach Norwegen schmuggeln – andernfalls würde er Konsequenzen zu spüren bekommen.
In Lillehammer gesellt sich ein Bekannter Johnnys aus den USA nach einem vermasselten Auftrag in Schweden zur Crew, aber fällt jedoch bald in Ungnade, da er krampfhaft versucht, ein eigenes Schutzgeld-Imperium aufzubauen. Nachdem dieser rausgeflogen ist und nun seine eigene Crew aufbaut, die die Gegend unsicher macht und Details über Johnnys Vergangenheit ausplaudert, bemüht sich Johnny darum, ihn beseitigen zu lassen – mit Hilfe aus Übersee. Kurzzeitig arbeitet auch Roar für die neue, feindliche Organisation, nachdem er auch bei seinem Bruder unten durch ist, da er sich nach seinem zweiten vermasselten Deal an Torgeirs Erspartem zu schaffen macht. Torgeir selbst braucht dieses Geld, um ein Haus zu kaufen, da er mittlerweile in festen Händen ist und aus dem Geschäft aussteigen möchte. Nachdem alle Probleme um die Attentäter, Jan sowie die Crew seines Bekannten gelöst sind, verlässt Torgeir die Crew, um wegzuziehen. Unterdessen hat Sigrid, Johnnys Ex, ein gewaltiges Problem mit ihrem neuen Freund, von dem sie ein Kind erwartet.

## Besetzung und Synchronisation
Die deutsche Synchronisation entsteht unter der Dialogregie von Marina Köhler durch die Synchronfirma Scalamedia GmbH in München.
| Rollenname                                 | Schauspieler           | Synchronsprecher  |
| ------------------------------------------ | ---------------------- | ----------------- |
| Frank Tagliano/Giovanni „Johnny“ Henriksen | Steven Van Zandt       | Thomas Rauscher   |
| Torgeir Lien                               | Trond Fausa Aurvåg     | Jakob Riedl       |
| Roar Lien                                  | Steinar Sagen          | Alexander Brem    |
| Sigrid Haugli                              | Marian Saastad Ottesen | Melanie Manstein  |
| Roy „Fingern“ Aass                         | Robert Skjærstad       | Thomas Darchinger |
| Arne                                       | Tommy Karlsen Sandum   | Oliver Scheffel   |
| Jan Johansen                               | Fridtjov Såheim        | Tobias Lelle      |
| Dag Solstad                                | Nils Jørgen Kaalstad   |                   |
| Laila Hovland                              | Anne Krigsvoll         | Bettina Redlich   |
| Geir „Elvis“ Tvedt                         | Kyrre Hellum           | Philipp Brammer   |
| Arve Østli                                 | Finn Schau             |                   |
| Jonas Haugli                               | Mikael Aksnes-Pehrson  |                   |
| Julius Bakke                               | Sven Nordin            |                   |
| Mette Hansen                               | Silje Torp             |                   |

Einige Gastrollen der Serie wurden von Weggefährten Van Zandts besetzt. So werden seine beiden Brüder von seinem Ex-Sopranos-Kollegen Tony Sirico und seinem Band-Leader Bruce Springsteen gespielt – des Weiteren spielt seine Frau Maureen eine Freundin in New York.
Vielfach stieß auf Kritik, dass die Serie vollständig ins Deutsche übertragen wurde. In der Originalfassung sind die für den Hauptdarsteller unverständlichen, norwegischen Dialoge lediglich mit Untertiteln versehen. Der Witz, die Authentizität und der Grund, warum die Serie überhaupt funktioniere, gingen durch eine „brutale Synchronisation“ verloren, die mit der Originalfassung „nicht im Geringsten mithalten“ könne.

## Produktion und Ausstrahlung
Norwegen und die Vereinigten Staaten
Die erste Staffel wurde 2011 in New York und in Lillehammer gedreht, die Postproduktion war im November 2011 beendet. Die Ausstrahlung in Norwegen sollte ursprünglich bereits am 1. Januar 2012 beginnen; infolge eines Streits zwischen NRK und den Produzenten über Produktplatzierung, die nach norwegischem Recht nicht erlaubt ist, wurde sie verschoben. Schließlich startete die Serie am 25. Januar 2012 beim Sender NRK1 und erreichte dabei die Rekordzuschauerzahl von knapp einer Million Zuschauer, was in etwa einem Fünftel der Bevölkerung Norwegens entspricht. Die restlichen Episoden wurden bis zum 14. März 2012 gesendet. In den Vereinigten Staaten erfolgte die Veröffentlichung über den Video-on-Demand-Anbieter Netflix, der die komplette erste Staffel am 6. Februar 2012 zum Abruf bereitstellte.
Im April 2012 wurde die Serie um eine zweite Staffel verlängert, deren Produktion von Januar bis April 2013 dauerte. Die Premiere der zweiten Staffel fand am 23. Oktober 2013 im norwegischen Fernsehen statt und wurde von über 920.000 Zuschauern gesehen. Das Finale der zweiten Staffel wurde am 11. Dezember 2013 gezeigt. Zwei Tage später stellte Netflix in den Vereinigten Staaten gleichzeitig alle Episoden der zweiten Staffel zum Abruf bereit.
Für die Produktion der dritten Staffel, deren Dreharbeiten im Januar 2014 begonnen hatten, stand ein Budget von 120 Millionen norwegische Kronen (entspricht in etwa 14,5 Millionen Euro) zur Verfügung. Im Juli 2015 wurde die Serie eingestellt.
Deutschsprachiger Raum
Die deutschsprachige Erstausstrahlung der ersten Staffel begann am 17. Januar 2013 beim Schweizer Sender SRF zwei. Der Sender zeigte bis zum 7. Februar 2013 alle Episoden der Staffel als Doppelfolgen. Die Ausstrahlung der zweiten Staffel begann der Sender am 3. März 2014. In Deutschland übernahm der Bezahlfernsehsender TNT Serie die Ausstrahlung und zeigte die ersten acht Episoden vom 7. April bis zum 19. Mai 2013 jeweils sonntags. Die zweite Staffel wurde bei TNT Serie vom 8. Januar bis zum 26. Februar 2014 ausgestrahlt. Die achtteilige dritte Staffel zeigte der Sender vom 24. Februar bis zum 14. April 2015.
Außerdem haben sich die beiden Free-TV-Sender ORF eins und Arte die Ausstrahlungsrechte gesichert. Auf ORF eins lief die erste Staffel am 16. Februar 2014 an, auf Arte begann die Ausstrahlung am 30. Oktober 2014.
International
Lilyhammer wird bereits in über 130 verschiedenen Ländern in Nord- und Südamerika, Europa, Ost- und Südostasien sowie im Nahen Osten und in Ozeanien verbreitet. So wird die Serie auch in Kanada, Lateinamerika, Australien, dem Vereinigten Königreich, Schweden, Belgien, Frankreich, Finnland und der Türkei ausgestrahlt.